# هوبه الزميلي (السياني)

تعديل مصدري - تعديل

هوبه الزميلي محلة تابعة لقرية قابع، التابعة لعزلة عميد الخارج بمديرية السياني إحدى مديريات محافظة إب في الجمهورية اليمنية.، بلغ تعداد سكانها 90 حسب تعداد اليمن لعام 2004.